# Dintikon
Dintikon é uma comuna da Suíça, no Cantão Argóvia, com cerca de 1.366 habitantes. Estende-se por uma área de 3,73 km², de densidade populacional de 366 hab/km². Confina com as seguintes comunas: Ammerswil, Egliswil, Hendschiken, Seengen, Villmergen.
A língua oficial nesta comuna é o Alemão.